# Ассунта Панчатики
Ассунта (Вознесение Девы Марии) (итал. L'Assunta Panciatichi) — алтарная картина, написанная выдающимся итальянским художником эпохи Высокого Возрождения Андреа дель Сарто. Картина написана маслом на дереве (362 x 209 см) примерно в 1522—1523 годах. Хранится в галерее Палатина в Палаццо Питти во Флоренции.

## История
Алтарный образ Вознесения Мадонны был заказан художнику Бартоломео Панчатики (Старшим) для его капеллы в церкви Нотр-Дам-де-Конфор (Notre-Dame-de-Confort) в Лионе, но после завершения картина не была отправлена во Францию, так как, по словам Джорджо Вазари, дефект дерева прервал её выполнение. Однако более вероятно, что изменение решения было связано с ухудшением отношений с Италии с Францией в 1525—1529 годах.
Картину приобрёл сын заказчика Бартоломео Панчатики Младший, который поручил живописцу Аньоло Бронзино написать знаменитый портрет себя и своей жены Лукреции. В 1526 году Андреа дель Сарто повторил композицию для «Вознесения Пассерини», которая ныне хранится в том же музее.
Панчатики передал имевшуюся у него картину Якопо Сальвиати, который предназначал её для своей виллы Поджо Империале (в то время «вилла Поджо Барончелли»). В 1548 году герцог Козимо I Медичи конфисковал всё имущество Сальвиати за его политическое сопротивление, а в 1565 году герцог подарил виллу и все её содержимое своему зятю Паоло Джордано Орсини, мужу его дочери Изабеллы. После нескольких смен владельцев, включая семью Одескальки, в 1602 году вилла вернулась к Медичи, и там поселилась Мария Магдалина Австрийская, жена Козимо II. В 1687 году было решено перенести знаменитую «Ассунту», которая стала постоянным предметом внимания и похвал, в том числе и со стороны молодого Рубенса, в Палаццо Питти, в коллекцию великого герцога тосканского Фердинандо.
В то время деревянную панель увеличили (следы этого можно увидеть по верхнему краю арки), чтобы она соответствовала по размеру картине «Ассунта Пассерини», которая также была перевезена в Палаццо Питти. Картины поместили в две идентичные рамы. Это сочетание сохранилось в последующих экспозициях галереи и ныне это можно оценить по достоинству в Зале Илиады.

## Композиция и стиль
Картина Андреа дель Сарто развивает иконографическую тему последних дней земной жизни Девы Марии, известную по шедеврам Рафаэля: Коронование Девы (Алтарь Одди, 1502—1504), и Тициана: Вознесение Девы Марии (1516—1518). В нижней, земной, части картины изображены апостолы, столпившиеся вокруг пустой гробницы Девы Марии и с удивлением наблюдающие, как Она возносится на облаке в окружении херувимов. Художник поместил в центре двух коленопреклоненных апостолов, воспользовавшись традиционной пирамидальной схемой «Святых собеседований» в сочетании с полукруглым навершием, уже использовавшимся во многих картинах, например, Рафаэлем в Алтаре Одди. Однако наличие тёмного провала могильной пещеры справа, нетипичное для этого сюжета, создает фон, направляющий взгляд зрителя к верхней части композиции, которая, таким образом, выглядит менее оторванной и отдалённой. Внимание наблюдателя сначала привлекается взглядом апостола, обращённым влево, а затем красным пятном на плаще стоящего в центре, и далее направляется жестами и взглядами к главному персонажу — Мадонне, изображённой художником несколько крупнее остальных.
Цвета яркие и намеренно резкие, с эффектами, которые иногда переливаются, иногда тускнеют. Взгляд Марии обращён вверх, к вспышкам, символизирующим Божественный свет. Маленький ангел в центре тянется к зрителю, одновременно указывая апостолам цель восхождения Мадонны, в то время как по сторонам от Марии расположены две симметричные группы молодых ангелов, включая двух держателей таблиц, на которых, возможно, должны были располагаться надписи: подпись художника, примечание о заказчике и годе создания, как это часто бывает с работами, которые отправляются в другое место, гарантируя подлинность произведения. Из этих двух путти, особенно тот, что справа, явно напоминает по своей наивности и непосредственности физиономии Понтормо, другого выдающегося художника Флоренции того времени.
Движения изображённых фигур разнообразны и непосредственны, индивидуальная характеристика лиц типична для художника и предвосхищает развитие искусства XVI века. Возможно, что различные священные фигуры содержат скрытые портреты: например, коленопреклоненного апостола, обращённого к зрителю, считают возможным автопортретом художника.

## Иконографические аналогии
- Тициан. Ассунта. 1516—1518. Дерево, масло. Церковь Санта-Мария-Глорьоза-дей-Фрари, Венеция
- Рафаэль Санти. Коронование Девы (Алтарь Одди). 1502—1504. Холст, темпера (переведена с дерева). Ватикан, Пинакотека
- П. П. Рубенс. Вознесение Девы Марии. 1626. Дерево, масло. Либфрауенкирхе, Антверпен
- С. Риччи. Вознесение Марии. 1733. Холст, масло. Карлскирхе, Вена